# José Jaspe
José Jaspe Rivas, né à La Corogne le 10 août 1906, décédé à Becerril de la Sierra le 5 juin 1974, est un acteur espagnol.

## Biographie
José commence à jouer enfant au théâtre. Il fait ses débuts au cinéma en 1941, après la fin de la guerre civile et intervient dans une quarantaine de films jusqu'en 1952. Il participe ensuite à des films de genre, dont beaucoup de westerns spaghetti : de 1953 à 1963 il travaille surtout pour le cinéma italien, dans des rôles comiques et sérieux, parmi lesquels on notera Ferdinando Ajello dans Le Défi de Francesco Rosi. Il interprète facilement le méchant de l'histoire ou encore le héros qui vient au secours des protagonistes. 
Dans l'ensemble de sa carrière, il apparaît dans plus de 120 films, sans compter des participations à la télévision allemande dans deux séries de téléfilms (Im Auftrag vom Madame et Sergeant Berry), diffusés en fait après sa mort.
Il meurt à Becerril de la Sierra en 1974 à 67 ans et une place du bourg garde sa mémoire. 

### Vie familiale
Il a épousé l'actrice Mercedes Vecino (es). Ils ont eu ensemble une fille du même nom que sa mère, Mercedes.

## Filmographie partielle

### Années 1940
- 1941 : El sobre lacrado, de Francisco Gargallo
- 1942 : Los ladrones somos gente honrada (es), d'Ignacio F. Iquino : Pedro « el Pelirrojo »
- 1942 : El pobre rico (es), d'Ignacio F. Iquino
- 1943 : Boda accidentada (es), d'Ignacio F. Iquino
- 1943 : Un enredo de familia (es), d'Ignacio F. Iquino
- 1943 : El abanderado (es), d'Eusebio Fernández Ardavín
- 1944 : El rey de las finanzas (es), de Ramón Torrado : un Canadien
- 1945 : El fantasma y Doña Juanita (es), de Rafael Gil
- 1945 : Tierra sedienta (es), de Rafael Gil
- 1946 : Un ladrón de guante blanco (es), de Ricardo Gascón : Star
- 1946 : La pródiga (es), de Rafael Gil
- 1947 : Las inquietudes de Shanti Andía (es), d'Arturo Ruiz-Castillo
- 1947 : La nao Capitana (es), de Florián Rey : un marin
- 1947 : La dama del armiño (es), d'Eusebio Fernández Ardavín : Andrés
- 1947 : La princesa de los ursinos (es), de Luis Lucia Mingarro : Truhan
- 1947 : Dulcinea (es) de Luis Arroyo (es) : Chiquirnaque
- 1947 : Luis Candelas, el ladrón de Madrid (es), de Fernando Alonso Casares : Mariano Balseiro
- 1948 : Brindis a Manolete (es), de Florián Rey
- 1948 : Las aguas bajan negras (es), de José Luis Sáenz de Heredia
- 1949 : La duquesa de Benamejí (es) de Luis Lucia Mingarro
- 1949 : Noventa minutos (es), d'Antonio del Amo
- 1949 : El sótano, de Jaime de Mayora

### Années 1950
- 1950 : Agustina de Aragón, de Juan de Orduña
- 1951 : La Lionne de Castille (es) (La leona de Castilla), de Juan de Orduña
- 1951 : Alba de América (es) de Juan de Orduña
- 1952 : La llamada de África (es), de César Fernández Ardavín : Majayu
- 1953 : Carmen proibita (es), de Giuseppe Maria Scotese : Tuerto
- 1953 : Condannatelo! (it), de Luigi Capuano : Ferdinando
- 1953 : Phryné, courtisane d'Orient (Frine, cortigiana d'Oriente), de Mario Bonnard : Crosio, marchand d'esclaves
- 1953 : Mamma, perdonami! (it), de Giuseppe Vari : Enrico
- 1953 : Marco la Bagarre (Musoduro), de Giuseppe Bennati : le carabinier
- 1954 : Divisione Folgore, de Duilio Coletti : Mario Salvi
- 1954 : Tonnerre sous l'Atlantique (La grande speranza), de Duilio Coletti : prisonnier espagnol
- 1955 : I quattro del getto tonante (it), de Fernando Cerchio : maréchal Alberti
- 1957 : Le Désert de la gloire (El Alamein), de Guido Malatesta (non crédité)
- 1957 : Classe di ferro (it), de Turi Vasile : Filadelfio
- 1958 : Jambes d'or (Gambe d'oro), de Turi Vasile : messager de Renzoni
- 1958 : Les Italiens sont fous (Gli italiani sono matti), de Duilio Coletti et Luis María Delgado
- 1958 : Le Défi (La sfida), de Francesco Rosi : Ferdinando Ajello
- 1959 : Roland, le Chevalier sans terre (Il cavaliere senza terra), de Giacomo Gentilomo
- 1959 : Le Cavalier à l'armure d'or (I cavalieri del diavolo), de Siro Marcellini : Gaumont
- 1959 : La congiura dei Borgia (it), de Antonio Racioppi : Falconetto
- 1959 : Le Don Juan des bas-fonds (Nel blu dipinto di blu), de Piero Tellini : maréchal
- 1959 : Nous sommes deux évadés (Noi siamo due evasi), de Giorgio Simonelli : Jacinto
- 1959 : Dans les griffes de Borgia (La notte del grande assalto), de Giuseppe Maria Scotese : Il Tacca
- 1959 : Pauvres Millionnaires (Poveri milionari), de Dino Risi : responsable

### Années 1960
- 1960 : Le Dernier Train de Shanghai (Apocalisse sul fiume giallo), de Renzo Merusi : Slansky
- 1960 : Les Blousons noirs de la chanson (I Teddy boys della canzone), de Domenico Paolella : maréchal
- 1960 : La Reine des pirates (La Venere dei pirati), de Mario Costa : Capitaine Mirko
- 1960 : Le Bal des espions, de Michel Clément et Umberto Scarpelli
- 1961 : Capitani di ventura (it), d'Angelo Dorigo : Leonardo della Cagnotta
- 1961 : La Bataille de Corinthe (Il conquistatore di Corinto), de Mario Costa : traître
- 1961 : Gordon, le chevalier des mers (Gordon, il pirata nero), de Mario Costa : Requin
- 1961 : Scano Boa, de Renato Dall'Ara
- 1961 : Spade senza bandiera (it), de Carlo Veo : prêtre
- 1962 : La Flèche d'or (L'arciere delle mille e una notte), d'Antonio Margheriti : Sabrath
- 1963 : La Griffe du coyote (Il segno del Coyote), de Mario Caiano : un des Lugones
- 1963 : Les Canons de San Antiogo (Le verdi bandiere di Allah), de Guido Zurli : Caribas
- 1964 : La Tulipe noire, de Christian-Jaque : Brignol, le compère de la Tulipe noire
- 1964 : Échappement libre, de Jean Becker : capitaine grec
- 1964 : Cyrano et d'Artagnan, d'Abel Gance
- 1964 : Marchands d'esclaves (Anthar l'invincibile), d'Antonio Margheriti : Akrim, le marchand d'esclaves
- 1964 : Les Deux Violents (it) (I due violenti), de Primo Zeglio : Mortimer
- 1965 : Saül et David, de Marcello Baldi
- 1965 : Les Grands Chefs (I grandi condottieri), section Gedeone, de Marcello Baldi : Zebaj, roi madianite
- 1965 : Quatre Hommes à abattre (I 4 inesorabili), de Primo Zeglio : Implacable
- 1965 : Seul contre tous (Solo contro tutti), d'Antonio del Amo : Mike
- 1965 : L'Arme à gauche, de Claude Sautet
- 1966 : Intrigue à Suez (Un colpo da mille miliardi), de Paolo Heusch : le Turc
- 1966 : El rojo, de Leopoldo Savona : José Garibaldi
- 1966 : Carré de dames pour un as de Jacques Poitrenaud : Enrique Manega
- 1966 : La Pampa sauvage (it) (Savage Pampas), de Hugo Fregonese : Luis
- 1967 : Les Aventures extraordinaires de Cervantes (Cervantes), de Vincent Sherman : le Dali Mami
- 1967 : La Maison des mille poupées (La casa de las mil muñecas), de Jeremy Summers : Ahmed
- 1968 : Qui a tué Fanny Hand ? (Killer addio), de Primo Zeglio : ami de Jess
- 1968 : La Malle de San Antonio (Una pistola per cento bare), d'Umberto Lenzi : David, le fou
- 1968 : Ringo le vengeur (Dos hombres van a morir), de Rafael Romero Marchent : Zachary Hutchinson
- 1968 : Le Pistolero de Paso Bravo (Uno straniero a Paso Bravo), de Salvatore Rosso : Paquito
- 1968 : Adios Caballero (Uno dopo l'altro), de Nick Nostro : Pablo
- 1968 : Django ne prie pas (I vigliacchi non pregano), de Mario Siciliano
- 1968 : Rio Hondo (Comanche blanco), de José Briz Méndez
- 1969 : Krakatoa à l'est de Java (Krakatoa: east of Java), de Bernard L. Kowalski
- 1969 : Chicago 1929 (it) (Tiempos de Chicago), de Julio Diamante : chauffeur
- 1969 : Z comme Zorro (La última aventura del Zorro), de José Luis Merino : Don Fernando, le gouverneur

### Années 1970
- 1970 : Des dollars pour McGregor (La muerte busca un hombre), de José Luis Merino : shérif de Jonesville
- 1970 : Une traînée de poudre, les pistoleros arrivent (Una nuvola di polvere... un grido di morte... arriva Sartana), de Giuliano Carnimeo : moine
- 1971 : Soleil rouge, de Terence Young : conducteur de locomotive
- 1971 : Boulevard du rhum, de Robert Enrico
- 1971 : Et viva la révolution ! (Viva la muerte... tua!), de Duccio Tessari : vieil aveugle
- 1971 : El Zorro de Monterrey (Zorro la maschera della vendetta), de José Luis Merino : le gouverneur
- 1972 : Terreur dans le Shanghaï express (Pánico en el Transiberiano), d'Eugenio Martín : conducteur
- 1972 : L'Île au trésor (L'isola del tesoro), d'Andrea Bianchi et John Hough : Tommy
- 1972 : Il était une fois à El Paso (I senza Dio), de Roberto Bianchi Montero : Corbancho
- 1973 : Les Colts au soleil (Un hombre llamado Noon), de Peter Collinson : Henneker
- 1973 : Les rangers défient les karatékas (Tutti per uno botte per tutti), de Bruno Corbucci : homme qui siffle
- 1973 : L'Île mystérieuse (La isla misteriosa), mini-série télévisée de Juan Antonio Bardem et Henri Colpi
- 1974 : Quatre Zizis dans la marine (Pasqualino Cammarata... capitano di fregata), de Mario Amendola
- 1974 : La noche de la furia, de Carlos Aured